# Francisco de Paula Mendoza y Herrera
Francisco de Paula Mendoza y Herrera (* 14. November 1852 in Tingüindín, Michoacán; † 23. Juli 1923) war ein mexikanischer Geistlicher und römisch-katholischer Erzbischof von Durango.

## Leben
Francisco de Paula Mendoza y Herrera empfing am 21. November 1875 das Sakrament der Priesterweihe.
Am 7. Januar 1905 ernannte ihn Papst Pius X. zum Bischof von Campeche. Der Erzbischof von Antequera, Eulogio Gregorio Clemente Gillow y Zavalza, spendete ihm am 2. Februar desselben Jahres die Bischofsweihe; Mitkonsekratoren waren der Bischof von Tulancingo, José Mora y del Rio, und der Koadjutorbischof von Zamora, José de Jesús Fernández y Barragán. Die Amtseinführung erfolgte am 20. Februar 1905. Am 7. August 1909 ernannte ihn Pius X. zum Erzbischof von Durango. Die Amtseinführung fand am 12. November desselben Jahres statt.